# Панглао (острів)
Панглао — острів на півночі моря Бохоль, розташований в регіоні Центральні Вісаї на Філіппінах. Площа острова 80,5 км2. Острів Панглао адміністративно належить до провінції Бохол та поділяється на два муніципалітети: Дауіс та Панглао. Панглао з'єднаний з островом Бохол автомобільним мостом.
Острів розташований на південний схід від острова Бохоль і на схід від острова Себу. Рельєф острова має як рівнини, так і пагорби та гори.
Острів Панглао є популярним місцем відпочинку туристів на Філіппінах. Пляжі острова відомі своїм білим піском та чистою водою. На острові діє велика кількість готелів, ресторанів та барів. Поряд з островом розташований аеропорт Тагбіларана, який використовують для внутрішніх повітряних перевезень.